# Free (песня Rudimental)
«Free» — песня английской драм-н-бейс-группы Rudimental, при участии вокала британской певицы Эмели Санде, вышедшая в качестве шестого сингла с дебютного альбома группы Home.
Сингл получил платиновую сертификацию в Австралии и Новой Зеландии и достиг шестого места в британском танцевальном и пятого в австралийском чартах.

## История
Официальное музыкальное видео (режиссёр Stu Thomson) было загружено 24 октября 2013 года на канал YouTube.

## Чарты
| Чарт (2013—14)                     | Высшая позиция |
| ---------------------------------- | -------------- |
| Австралия (ARIA)                   | 5              |
| Австрия (Ö3 Austria Top 40)        | 41             |
| Германия (GfK)                     | 38             |
| Ирландия (IRMA)                    | 9              |
| Бельгия/Фландрия (Ultratop 50)     | 36             |
| Новая Зеландия (Recorded Music NZ) | 5              |
| Шотландия (OCC Scotland)           | 21             |
| Slovenia (SloTop50)                | 43             |
| Великобритания (OCC UK Dance)      | 6              |
| Великобритания (OCC UK Singles)    | 26             |

## Сертификации
| Регион | Сертификация  | Продажи  |
| --- | ------------- | -------- |
| Австралия (ARIA) | 4× Платиновый | 280 000^ |
| Новая Зеландия (RMNZ) | Платиновый    | 15 000*  |
| * Данные о продажах приведены только на основе сертификации. ^ Данные о тиражах приведены только на основе сертификации. |               |          |